# Blestemul Vraciului
Blestemul Vraciului este a doua carte din seria Cronicile Wardstone de Joseph Delaney. Tom, Vraciul și Alice se reunesc pentru a înfrunta pentru ultima datǎ un vechi dușman al Vraciului, Urgia, închis în catacombele de sub Priestown. Dar altǎ primejdie îi paște în oraș: Inchizitorul a venit în Priestown.

## Rezumat
În primul capitol Vraciul este bolnav și Tom trebuie sǎ lege un Spintecǎtor în Horshaw. Deși reușește, victima acestuia, fratele Vraciului, moare din cauza șocului. Ca toți preoții, urmeazǎ sǎ fie înmormântat la Priestown așa cǎ Tom și Vraciul pornesc într-acolo. Vraciul hotǎrǎște sǎ termine și cu Urgia, un demon închis în catacombele de sub oraș.
Ajunși în oraș, cei doi se ascund separat. În urma unei altercații cu un vǎr al Vraciului, pǎrintele Cairns, Tom aflǎ de blestemul pe care vrǎjitoarele din Pendle l-au aruncat asupra Vraciului. Pǎrintele se folosește de asta pentru a-l ispiti pe Tom la catedralǎ. Dupǎ ce încearcǎ fǎrǎ succes sǎ-l facǎ sǎ-și trǎdeze magistrul, îl aruncǎ în temnițǎ. Tom scapǎ la timp pentru a vedea cum soldații îl aresteazǎ pe Vraci.
Tom intrǎ în catacombe pentru a se strecura în închisori. Îi elibereazǎ pe toți prizonierii, inclusiv pe Alice, care fusese arestatǎ dupǎ ce Inchizitorul îi omorâse mǎtușa din Staumin, dar nu dǎ de Vraci, care fusese dus sǎ fie interogat înainte. Andrew, fratele lǎcǎtuș al Vraciului, îi ascunde într-o casǎ bântuitǎ și cei doi se culcǎ. Urgia vine și-i ispitește pe amândoi în vis. Alice acceptǎ sǎ-i dea sǎ bea din sângele ei în schimbul a trei dorințe.
Tom îl ia pe Vraci, care supraviețuiește împotriva tuturor așteptǎrilor cu ajutorul lui Alice, și-l duce la fermǎ unde se întremeazǎ cu ajutorul mamei lui Tom. Urmǎriți de Urgie, aceștia pornesc spre cimitirul Oamenilor Mici, segantii, cei care îl legaserǎ prima datǎ pe Urgie. Fantoma liderului lor, Naze, îi apare Vraciului și îi povestește cum el însuși fǎcuse un pact cu Urgia și cǎ dacǎ Urgia va mai fi sǎ intre vreodatǎ în catacombe, va fi legat acolo pentru totdeauna. 
Vraciul hotǎrǎște sǎ înfrunte singur Urgia și-l trimite pe Tom la Chipenden. Acesta, neștiind ce sǎ mai facǎ, deschide pe drum ultima scrisoare pe care i-o dǎduse mama sa și-și dǎ seama cǎ trebuie sǎ se întoarcǎ. Se întoarce și urmǎrește cum Vraciul cheamă Urgia prin intermediul lui Alice. Demonul se mișcǎ prea rapid și-l lovește pe Vraci, fǎcându-l sǎ-și piardǎ cunoștința, apoi o duce pe Alice într-o altă încăpere.
Tom îl urmǎrește și, prinzându-l în formǎ solidǎ când era prea ocupat sǎ bea sângele de sub unghiile lui Alice, îl leagǎ cu lanțul de argint primit de la mama sa și-l înjunghie cu o lamǎ de argint. Explozia de energie produsǎ de moartea demonului îl omoarǎ și pe el, dar Alice îl trage înapoi prin puterea semnului pe care-l făcuse pe brațul lui în prima carte.
Toți trei, Tom, Alice și Vraciul, se întorc la Chipenden. Vraciul o pune pe Alice sǎ treacǎ peste o apǎ curgǎtoare ca sǎ o testeze și, deși pânǎ la urmǎ o trece, acesta hotǎrǎște sǎ o bage în puț. Hotǎrât sǎ împiedice asta, Tom îl înfruntǎ pe Vraci și-i amintește de Meg, o vrǎjitoare lamia pe care Vraciul însuși o cruțase pentru cǎ o iubea. Pânǎ la urmǎ Vraciul o lasǎ pe Alice sǎ stea în schimbul cunoștințelor ei despre Întuneric și al ajutorului ei la copierea și traducerea unor cǎrți.

## Personaje
- Tom
- Alice
- Vraciul
- Urgia
- Mama
- Inchizitorul